# Poedertanker

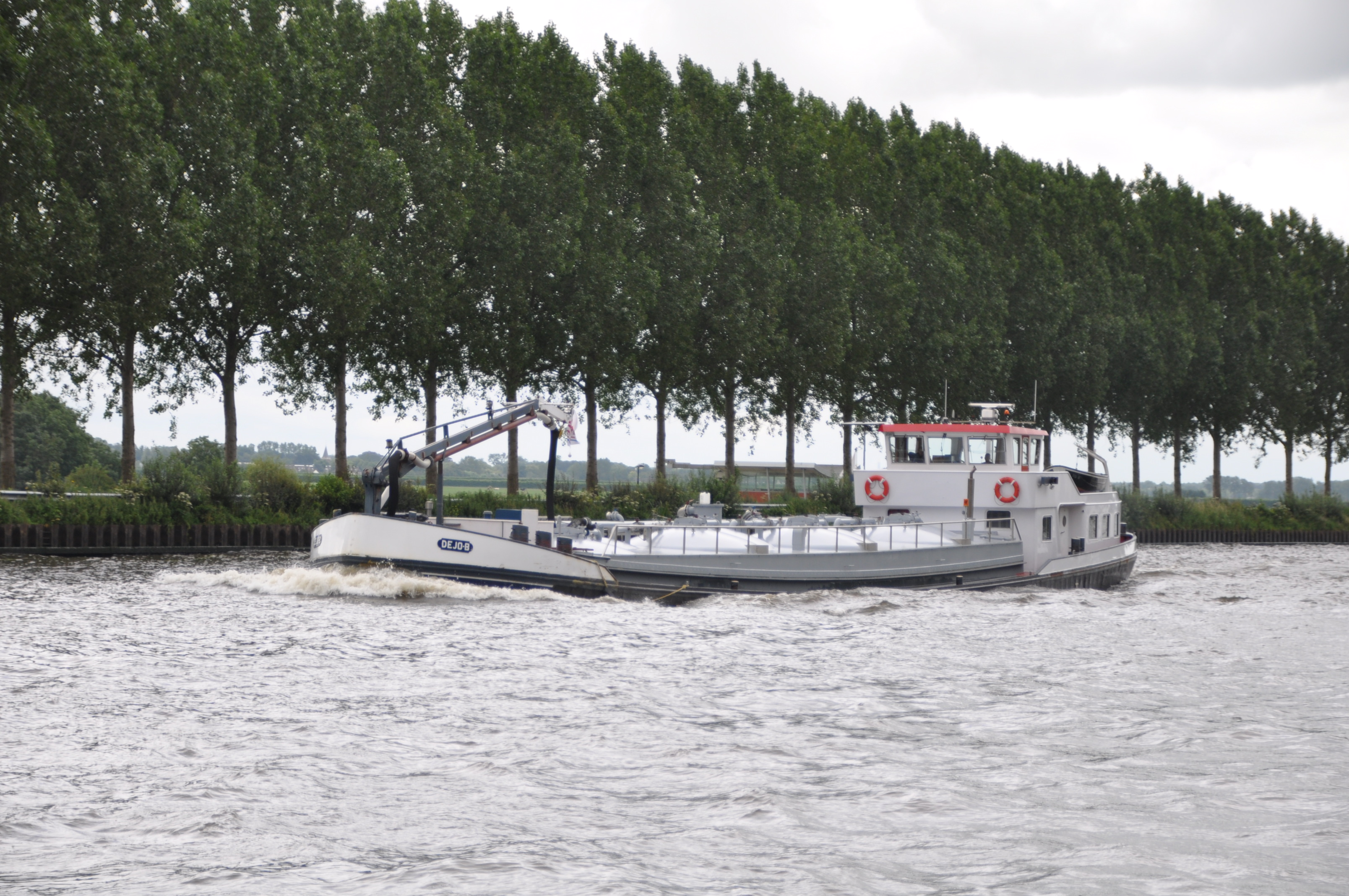
De poedertanker DEJO-B op het Amsterdam-Rijnkanaal

Een poedertanker is een schip dat poedervormige stoffen in bulk vervoert. Dat gebeurt in meestal ingezette bolvormige tanks, omdat bepaalde poeders zich als vloeistof gedragen als deze zich onder druk bevinden. 
De belading kan op diverse manieren plaatsvinden, bijvoorbeeld door een vrije val door de deksels of onder druk d.m.v. bulkauto's, pompboten of walinstallaties. Ook het lossen van het schip vindt plaats door een gesloten systeem, waardoor het schip niet afhankelijk is van het weer. Ook is mogelijk om de poedervormige lading te kunnen verpompen, door kleine tanks te gebruiken die de lading door middel van vacuüm naar binnen zuigen vanuit het ruim en vervolgens met overdruk te kunnen verpompen. 
De belading en de constructie van de schepen zijn specifiek voor dit soort lading aangepast. Zo zijn de leidingen waardoor de poeders worden geladen en gelost zwaarder uitgevoerd in verband met slijtage, hebben een grotere wanddikte. In de techniek meestal uitgedrukt in "schedule". Ook de boogstraal van de leidingen is daarom vaak groter dan bij tankschepen voor vloeistoffen.
Dit soort tankers kunnen hun lading door middel van luchtdruk lossen met pneumatische pompen. Deze schepen vervoeren poeders als cement en hoogovenslak voor de beton- en betonwarenindustrie, vliegas en kalk voor energiecentrales en meel.  

## Nederland
In de Nederlandse binnenvaart worden jaarlijks enkele tienduizenden tonnen poederstoffen vervoerd, naar zowel nationale als internationale bestemmingen.